# Saint-Vincent-la-Châtre
Saint-Vincent-la-Châtre is een gemeente in het Franse departement Deux-Sèvres (regio Nouvelle-Aquitaine) en telt 574 inwoners (1999). De plaats maakt deel uit van het arrondissement Niort.

## Geografie
De oppervlakte van Saint-Vincent-la-Châtre bedraagt 21,2 km², de bevolkingsdichtheid is 27,1 inwoners per km².
De onderstaande kaart toont de ligging van Saint-Vincent-la-Châtre met de belangrijkste infrastructuur en aangrenzende gemeenten.

## Demografie
Onderstaande figuur toont het verloop van het inwonertal (bron: INSEE-tellingen).